# Puri
Puri este un oraș cu 150.000 de locuitori în golful Bengal, statul Orissa, India. Orașul este considerat un oraș sfânt, aici aflându-se templul hindus Jagannath, unde accesul în templu este interzis celor de altă religie. Localitatea are un ștrand cu o lungime de câțiva kilometri și este un punct de atracție pentru turiști. Vara au loc aici sărbătorile religioase Rath Yatra (procesiuni de pelerini).
La 35 km de oraș se află templul soarelui în localitatea Konark, de aceea multe excursii organizate au un loc de oprire în Puri. În Puri are loc de asemenea festivalul de filme „Bring Your Own Film Festival”.